# Ньюарк (Міссурі)
Ньюарк (англ. Newark) — селище (англ. village) в США, в окрузі Нокс штату Міссурі. Населення — 54 особи (2020).

## Географія
Ньюарк розташований за координатами 39°59′40″ пн. ш. 91°58′25″ зх. д. / 39.99444° пн. ш. 91.97361° зх. д. (39.994402, -91.973588).  За даними Бюро перепису населення США в 2010 році селище мало площу 0,84 км², з яких 0,84 км² — суходіл та 0,00 км² — водойми.

## Демографія
Згідно з переписом 2010 року, у селищі мешкали 94 особи в 47 домогосподарствах у складі 26 родин. Густота населення становила 112 особи/км².  Було 60 помешкань (72/км²).
Расовий склад населення:
| - 90,4 % — білих - 2,1 % — чорних або афроамериканців - 1,1 % — корінних американців |

До двох чи більше рас належало 6,4 %. Частка іспаномовних становила 1,1 % від усіх жителів.
За віковим діапазоном населення розподілялося таким чином: 13,8 % — особи молодші 18 років, 66,0 % — особи у віці 18—64 років, 20,2 % — особи у віці 65 років та старші. Медіана віку мешканця становила 44,5 року. На 100 осіб жіночої статі у селищі припадало 113,6 чоловіків;  на 100 жінок у віці від 18 років та старших — 113,2 чоловіків також старших 18 років.
Середній дохід на одне домашнє господарство  становив 39 256 доларів США (медіана — 33 571), а середній дохід на одну сім'ю — 45 525 доларів (медіана — 34 286). За межею бідності перебувало 7,4 % осіб, у тому числі 0,0 % дітей у віці до 18 років та 0,0 % осіб у віці 65 років та старших.
Цивільне працевлаштоване населення становило 29 осіб. Основні галузі зайнятості: виробництво — 27,6 %, науковці, спеціалісти, менеджери — 20,7 %, мистецтво, розваги та відпочинок — 13,8 %, освіта, охорона здоров'я та соціальна допомога — 13,8 %.